# Sho Tanaka
Sho Tanaka (田中 憧 Tanaka Sho?), född 21 november 1994 i Tokyo prefektur, är en japansk fotbollsspelare.
Tanaka började sin karriär 2017 i Grulla Morioka. Han spelade 20 ligamatcher för klubben.